# Benemérito de las Américas
Benemérito de las Américas est une municipalité du Chiapas, au Mexique. Elle couvre une superficie de 979,2 km2 et compte 20 193 habitants en 2015.